# 第一代里奇蒙公爵詹姆斯·史都華
第一代里奇蒙公爵、第四代倫諾克斯公爵詹姆斯·史都華（James Stewart, 1st Duke of Richmond, 4th Duke of Lennox，1612年4月6日—1655年3月30日）是一名蘇格蘭貴族，他的祖父是第一代倫諾克斯公爵埃斯米·史都華，與蘇格蘭配國王達恩利勳爵亨利·斯圖亞特是堂兄弟。作為斯圖亞特王朝旁系成員，在英國內戰期間他是保皇黨一派，支持國王查理一世。他在1641年被查理一世冊封為里奇蒙公爵。他娶了白金漢公爵喬治·維利爾斯的女兒瑪麗·維利爾斯（Mary Villiers），有埃斯米·史都華和瑪麗·史都華兩個孩子。他在1655年去世。